# Scrutinyite

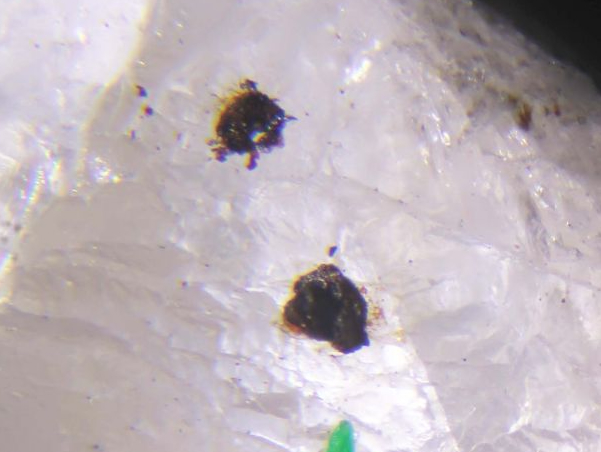
Scrutinyite

Scrutinyiteはα型の二酸化鉛 (α-PbO2) からなる希少な酸化鉱物である。関連する鉱物にβ型の二酸化鉛からなるプラットナー石がある。この鉱物が初めて報告されたのは1988年で、scrutinyiteという鉱物名はごく限られた量の試料から同定するのに要した精査 (scrutiny) と労力を反映したものである。

## 同定
直方晶系の二酸化鉛 (α-PbO2) は1941年には合成されていた。1845年にはプラットナー石 (β-PbO2鉱物) として天然の二酸化鉛が存在することが知られていたが、α型が天然に存在すると認識されたのは1981年のことであり確実に同定されたのは1988年だった。
この鉱物はニューメキシコ州ビンガムとメキシコのドゥランゴ州にあるマピミで採集されたサンプルから発見された。高い鉛含有率や褐色であること、またプラットナー石やムルドカイトなどの鉛酸化物の鉱物と共に産することから採集当初は四酸化三鉛と考えられていた。ホロタイプ標本は幅25–30マイクロメートル (µm)、厚さ1–2 µmで重量1 mgに満たない結晶だった。薄片は蛍石、石英、褐鉄鉱、亜鉛孔雀石からなる組織から採集された。鉱物同定と特性決定は一般にはX線結晶構造解析 (XRD) を用いて行われるが、サンプルの量が少なかったことやプラットナー石との強い干渉により利用できなかった。分析に尋常でない努力が必要だったためscrutinyに由来する鉱物名が付けられた。ホロタイプ標本は国立自然史博物館に保存されている (カタログ番号 NMNH 165479)。

## 特徴

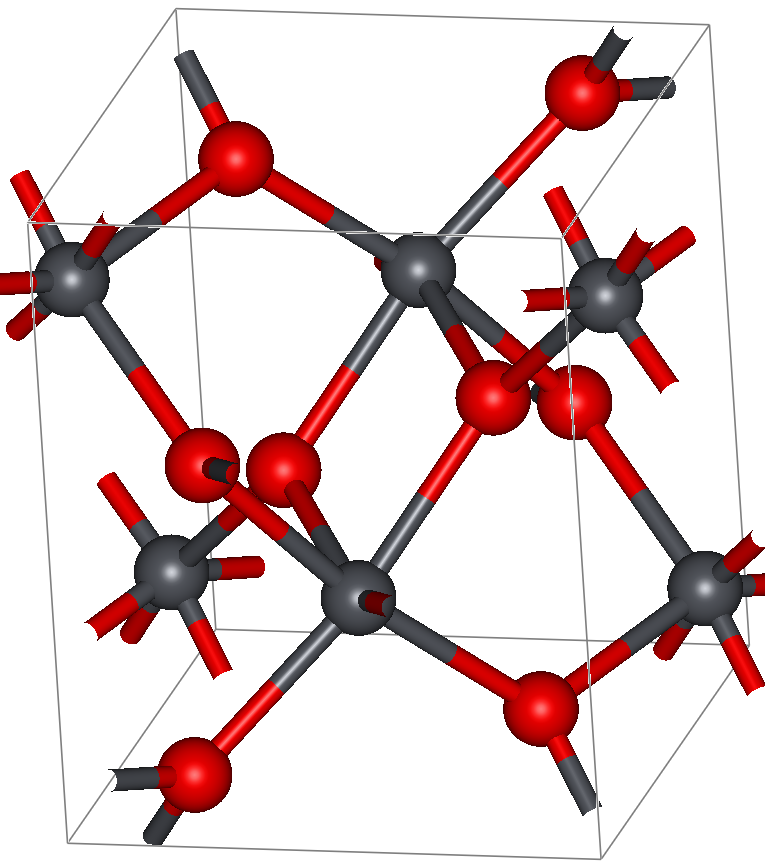
結晶構造

scrutinyiteの組成はエネルギー分散型X線分析によってPbO2と推定された。理想式より酸素の割合がわずかに低いのは表面効果によるものである。特に薄い試料では、PbO2表面の酸素は通常水酸基で置換されている。
結晶構造はXRDによって直方晶系、空間群Pbcn、ピアソン記号oP12、格子定数 a = 0.497 nm, b = 0.596 nm, c = 0.544 nm, Z = 4（単位格子あたり4式単位）と推定され、過去に合成試料で得られた結果と整合的な値だった。